# Тропонін І

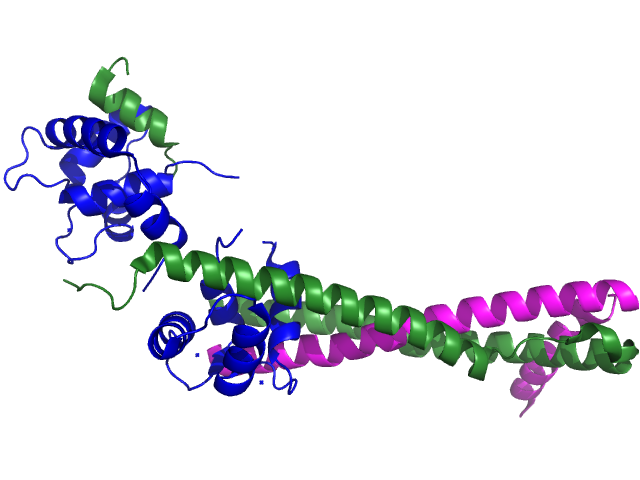
Зображення ядерного комплексу тропоніну серця людини (ядро 52 кДа) у насиченій кальцієм формі. Синій = тропонін С; зелений = тропонін I; пурпурний = тропонін Т.

Тропонін

Тропонін I – це сімейство білків серцевого та скелетного м’язів. Він є частиною тропонінового комплексу, зв’язується з актином у тонких міофіламентах, утримуючи комплекс актин-тропоміозин на місці. Тропонін I перешкоджає зв'язуванню міозину з актином у розслаблених м'язах. Коли кальцій зв’язується з тропоніном С, він викликає конформаційні зміни, які призводять до переміщення тропоніну I. Після цього тропоміозин залишає місце зв’язування міозину на актині, що призводить до скорочення м’язів. Буква "І" дається через його гальмівний (інгібіторний) характер. Це корисний маркер у лабораторній діагностиці інфаркту міокарда.  Він з'являється в інших концентраціях у плазмі, ніж й тропонін Т, але в тих самих обставинах. Для підтвердження пошкодження серцевого м’яза можна провести будь-який з цих аналізів. 
Три паралоги з унікальними тканинно-специфічними моделями експресії присутні у людей, перераховані нижче з їх розташуванням і OMIM:
- Ізоформа тропоніну I повільного скорочення скелетних м’язів, TNNI1 (1q31.3,OMIM 191042 )
- Ізоформа тропоніну I швидкого скорочення скелетних м’язів, TNNI2 (11p15.5,OMIM 191043 )
- Серцевий тропонін I, TNNI3 (19q13.4,OMIM 191044 )

## cTnI
Серцевий тропонін I, який часто позначають як cTnI, представлений у тканині серцевого м’яза однією ізоформою з молекулярною масою 23,9 кДа. Він складається з 209 амінокислотних залишків. Теоретичний pI cTnI становить 9,05.  cTnI відрізняється від інших тропонінів своїм N-кінцевим розширенням з 26 амінокислот. Це розширення містить два залишки серину - 23 і 24, які фосфорилюються протеїнкіназою А у відповідь на бета-адренергічну стимуляцію та важливі для посилення інотропної реакції.  Фосфорилювання cTnI змінює конформацію білка та модифікує його взаємодію з іншими тропонінами, а також взаємодію з антитілами проти TnI. Ці зміни змінюють реакцію міофіламентів на кальцій і представляють інтерес для лікування серцевої недостатності. Моніторинг множинних реакцій cTnI людини виявив, що існує 14 сайтів фосфорилювання, і структура фосфорилювання, що спостерігається в цих сайтах, змінюється у відповідь на захворювання.  Було показано, що cTnI фосфорилюється протеїнкіназою A, протеїнкіназою C, протеїнкіназою G і p21-активованою кіназою 3 . 
Значна частина cTnI, що виділяється в кров пацієнта, фосфорилюється.  Як надійний маркер ураження серцевого м'язу cTnI відомий більше 15 років. Він вважається більш чутливим і значно більш специфічним у діагностиці інфаркту міокарда, ніж «золотий маркер» останніх десятиліть – КФК-MB, а також ізоферменти загальної креатинкінази, міоглобіну та лактатдегідрогенази.
Тропонін I не є абсолютно специфічним для ураження міокарда внаслідок інфаркту. Інші причини підвищення рівня тропоніну I включають хронічну ниркову недостатність, серцеву недостатність, субарахноїдальний крововилив і емболію легеневої артерії.  
У ветеринарній медицині було відмічено підвищення cTnI внаслідок пошкодження міокарда внаслідок іонофорної токсичності у великої рогатої худоби. 

## Аналіз на високочутливий тропонін I
Аналіз на високочутливий тропонін I – це хемілюмінесцентний мікрочастинковий імуноаналіз, який використовується для кількісного визначення серцевого тропоніну I у плазмі та сироватці крові людини. Цей тест може бути використаний для діагностики інфаркту міокарда, як прогностичний маркер у пацієнтів з гострим коронарним синдромом і для визначення ризику (низького, помірного та підвищеного ) майбутніх серцево-судинних захворювань, таких як інфаркт міокарда, серцева недостатність, ішемічний інсульт, коронарна реваскуляризація та серцево-судинна смерть у людей без симптомів.     
Було доведено, що високочутливий тропонін I має кращий клінічний ефект порівняно з високочутливим тропоніном Т у пацієнтів із порушенням функції нирок  і захворюваннями скелетних м’язів.   На нього також не впливає добовий ритм, що важливо, коли тест використовується як інструмент скринінгу на серцево-судинні захворювання (ССЗ). 

### Прогностичне використання
Основою сучасної профілактики ССЗ є прогноз ризику розвитку інфаркту міокарда, інсульту чи серцевої недостатності. Наразі більшість прогностичних моделей серцево-судинного ризику (Європейська шкала SCORE, Фремінгемська шкала та ін.) базуються на оцінці традиційних факторів ризику ССЗ. Ця система стратифікації є непрямою і має ряд обмежень, серед яких неточне прогнозування.  Ці шкали ризику сильно залежать від віку людини. Дані досліджень свідчать про те, що високочутливий тест на тропонін I дозволяє з більшою точністю визначити групу серцево-судинного ризику людини, якщо використовувати його разом із результатами клініко-діагностичного обстеження.
- Тест на високочутливий тропонін I може допомогти ідентифікувати осіб із високим серцево-судинним ризиком задовго до появи симптомів. [20] [21] Чим вищий рівень тропоніну I у безсимптомних осіб, тим вища ймовірність субклінічного ураження міокарда.
- Він забезпечує більшу точність ідентифікації осіб із низьким ризиком серцево-судинних захворювань. [21] [20]
- Тропонін I є біомаркером, який реагує на лікування. Доведено, що зниження рівня тропоніну I знижує ризик ССЗ у майбутньому. [22] [23] [24]
- Високочутливий тропонін І, як інструмент скринінгу для оцінки серцево-судинного ризику людини, потенційно може зменшити зростаючий тягар витрат на систему охорони здоров’я. [25]

Ефективність нового тесту підтверджена даними, зібраними в результаті міжнародних досліджень за участю понад 100 тис людей. 
Здатність високочутливого тропоніну I визначати індивідуальний серцево-судинний ризик у безсимптомних людей дозволяє лікарям використовувати його в амбулаторній практиці під час профілактичних оглядів, комплексного медичного обстеження або обстеження пацієнтів з відомими факторами ризику. Знання, до якої групи серцево-судинного ризику відноситься людина, дозволяє лікарям своєчасно визначити тактику лікування задовго до розвитку симптомів і попередити несприятливі наслідки.

### Показання до обстеження
Дослідження високочутливого тропоніну I рекомендоване безсимптомним жінкам і чоловікам для оцінки та стратифікації серцево-судинного ризику.
Люди можуть мати встановлені фактори ризику серцево-судинних захворювань:
1. гіпертензія
2. ожиріння
3. вроджені фактори, серцево-судинні захворювання в анамнезі
4. переддіабет, діабет
5. сидячий спосіб життя
6. метаболічний синдром
7. дисліпідемія
8. куріння

Включення високочутливого тесту на тропонін I у початковий скринінг покращить прогнозування майбутніх серцево-судинних подій і допоможе людям краще дотримуватись зміні способу життя та прийому рекомендованих ліків.
Це може бути кроком вперед для персоналізованої профілактичної медицини, яка особливо актуальна на індивідуальному рівні, коли клініцистам необхідно зважити важливість кожного фактора ризику та визначити, чи потрібна людині терапія на додаток до порад щодо зміни способу життя.
Точна частота тестування не визначена і залежить від конкретного випадку, категорії ризику та індивідуальних особливостей пацієнта. Тест можна додати до програм перевірки або використовувати окремо разом з іншими клінічними та діагностичними результатами. 

## Історія
Тропонін був відкритий в 1965 році. Спочатку він був названий білковим компонентом міофібрилярного апарату серця, але пізніше був перейменований на тропонін. У 1971 році Гризер і Гергелі довели, що тропоніновий комплекс складається з трьох компонентів, які, враховуючи їх специфічні властивості, отримали назви TnC, TnI і TnT. Протягом наступних десяти років кілька груп дослідників вивчали тропонін, і обізнаність про ці білки швидко зросла. Коли, нарешті, були визначені амінокислотні послідовності ізоформ тропоніну, з'явилася можливість досліджувати функціонально значущі ділянки. 

## Дивіться також
- Тропонін
- Тропонін Т
- Тропонін С
- Розсувна нитяна модель